# Mausoleo di I'timād-ud-Daulah
Il mausoleo di I'timād-ud-Daulah è un mausoleo Moghul che si trova nelle città di Agra, nello stato dell'Uttar Pradesh in India. Spesso per la sua somiglianza con il Taj Mahal viene chiamato il "Piccolo Taj". Ospita i cenotafi di Mirza Ghiyas Beg e Asmat Begum, genitori dell'imperatrice Nur Jahan e del gran visir Asaf Khan, nonché, tramite quest'ultimo, nonni paterni dell'imperatrice Mumtaz Mahal.